# Cyrtodactylus spelaeus
Cyrtodactylus spelaeus es una especie de gecos de la familia Gekkonidae.

## Distribución geográfica yhábitat
Es endémica de una zona kárstica del centro-norte de Laos. Su rango altitudinal oscila alrededor de 183 m s. n. m..